# Келли, Майкл (стрелок)
Майкл Келли (англ. Michael Kelly, 29 марта 1872 — 3 мая 1923) — американский стрелок, олимпийский чемпион.
Майкл Келли родился в 1872 году в Голуэе, Соединённое королевство Великобритании и Ирландии. В 1888 году эмигрировал в США и поселился в Нью-Йорке. В 1893 году вступил в армию США, служил в сапёрах.
В 1920 году, получив американское гражданство, Майкл Келли отправился в Бельгию, где на Олимпийских играх в Антверпене стал чемпионом в командном первенстве в стрельбе из произвольного пистолета на дистанции 50 м и в командном первенстве в стрельбе из скорострельного пистолета.
После Олимпийских игр Майкл Келли покинул армию и поселился в Кобленце (Германия), где и прожил до самой смерти.